# Miranda (Giông tố)

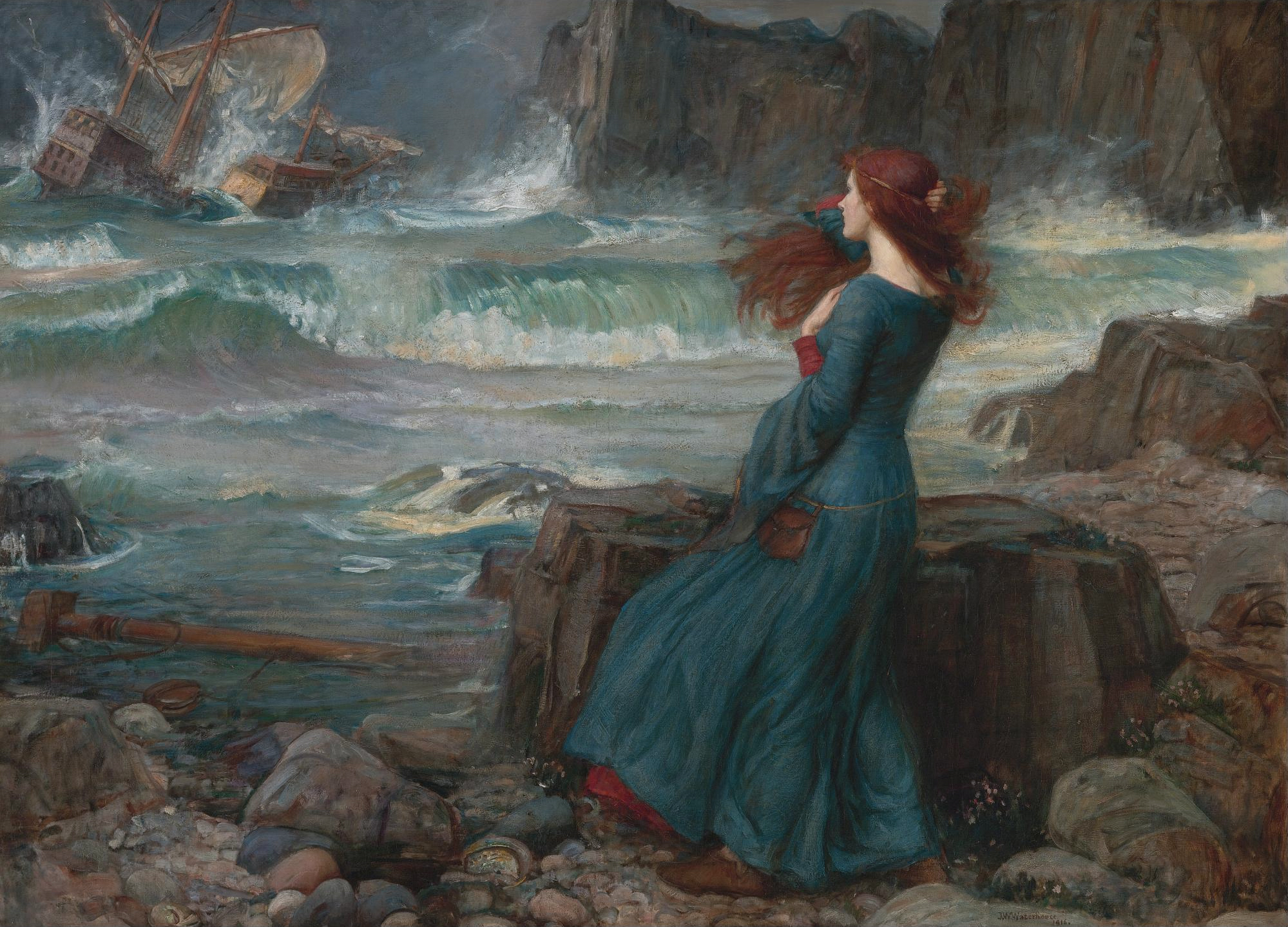
Miranda trong bão tố (1916) họa phẩm của John William Waterhouse

Miranda là một nữ nhân vật chính trong tiểu thuyết Giông tố của nhà văn Shakespeare cô là con gái của Prospero công tước hợp pháp của Milan sống cùng với cha. Miranda cùng cha bị lưu đày bởi Antonio, em trai của ông. Prospero đã tìm cách đưa Miranda lấy lòng Ferdinand, con trai của Alonso, để nàng trở thành hoàng hậu sau này.
Khi mới được ba tuổi thì mẹ cô đã chết, cô đã sống một cuộc sống vô cùng thiếu thốn sự ấm áp dù cô ấy đã được giáo dục đầy đủ từ cha cô, cô đang tuyệt vọng về thân phận của mình xã hội và đã không còn nhìn thấy một con người khác bên cạnh cha mình và Miranda vẫn tưởng rằng mọi con người đều phải có bộ mặt trịnh trọng và chòm râu dài như Prospéro. Đến năm mười lăm tuổi, nàng chưa hề biết một người nào khác ngoài cha nàng, nên bao tâm tưởng, nàng đều gởi trọn cho cha, cô không chọn người chồng của mình, thay vào đó, Prospero lại gửi Ariel, người đầy tớ của mình để lấy Ferdinand. Cô từng bị Caliban, một tên nô lệ cố gắng cưỡng hiếp cô khi đang ngủ.